# Madonna Mediolańska
Madonna Mediolańska – gotycka rzeźba znajdująca się w katedrze w Kolonii.

## Historia
Powszechna nazwa, pod którą znana jest figura – Madonna Mediolańska – ma związek z prawdopodobnym sprowadzeniem jej do Kolonii przez Fryderyka Barbarossę. W roku 1164 Barbarossa udał się do Mediolanu na wyprawę, w wyniku której przeniósł do Kolonii rzeźbę i relikwie Trzech Króli, traktując zdobycze jako ważny atut w wysiłkach o odnowienie cesarstwa Karola Wielkiego. Cesarz przekazał zdobycze arcybiskupowi kolońskiemu Rainaldowi z Dassel. Uczyniło to Kolonię ważnym punktem docelowym ówczesnych pielgrzymek. Pierwotna rzeźba została zniszczona prawdopodobnie w wyniku pożaru dawnej romańskiej katedry.
Obecna gotycka rzeźba ma związek z kolońskim warsztatem, który działał na przełomie XIII i XIV wieku i brał udział we wznoszeniu gotyckiej katedry. Pokrywająca rzeźbę polichromia, podobnie jak korona oraz berło, są wynikiem konserwacji z 1900 roku.

## Wygląd
Jest to figura naturalnej wielkości (1,61 m) wykonana z drewna orzechowego. Przedstawia Maryję trzymającą w lewej ręce Dzieciątko. Postacie patrzą na siebie nawzajem; na ich twarzach widoczny jest delikatny uśmiech. Dzieciątko trzyma w lewej ręce jabłko.
Jest to wczesny przykład rzeźby typu ikonograficznego znanego wcześniej we francuskiej rzeźbie architektonicznej. Typ ten charakteryzuje się dynamizmem, podkreślonym nie tylko przez silnie zaznaczony kontrapost, ale także charakterystyczne specyficzne dla wczesnego gotyku esoidalne wygięcie ciała Maryi oraz „warstwowe” nałożenie szat o dynamicznie modelowanych draperiach. Typ ten rozpowszechnił się później w całej Europie; przykładowe rzeźby tego typu, to czeskie Madonny m.in. z Buchlovic, z Michle (ob. w Galerii Narodowej w Pradze) tzw. śląskie Madonny na lwach (m.in. z kościoła Św. Marcina na wrocławskim Ostrowie Tumskim, obecnie w Muzeum Archidiecezjalnym we Wrocławiu) i figura Madonny z Dzieciątkiem z 2 ćw. XIV wieku, czy rzeźba znajdująca się w klasztorze Karmelitanek Bosych w Krakowie-Wesołej.
Madonna Mediolańska nie stanowiła elementu rzeźby architektonicznej, lecz cześć tzw. ołtarza kultowego, składającego się wyłącznie z jednej figury, umieszczonej pod baldachimem. Resztki kamiennego baldachimu, który miał formę wieży, zachowały się do dziś – m.in. fragmenty wimperg z bogatą dekoracją maswerkową.